# フラワーパーク
フラワーパーク（欧字名:Flower Park、1992年5月8日 - 2024年4月6日）は、日本の競走馬、繁殖牝馬。
1996年の高松宮杯（GI）、スプリンターズステークス（GI）、シルクロードステークス（GIII）を制し、同年のJRA賞最優秀短距離馬および最優秀父内国産馬に選出された。主戦騎手は村山明と田原成貴。

## 戦績
当初は1994年秋にデビューする予定であったが、予定していた初戦の直前に骨折し、6ヶ月間を休養に費やした。さらに復帰調教中に再度の骨折が判明し、デビューは予定より1年ずれ込んだ1995年の秋となった。
当年の未勝利戦が終わる寸前の10月29日、新潟競馬でデビュー。村山明を鞍上に初戦は10着と敗れたが、2戦目で初勝利を挙げた。以後500万下、900万下と条件戦を連勝。明けて1996年には、1500万条件戦を2戦で勝ち上がりオープンクラスに昇格すると、続く陽春ステークスでエイシンワシントンと僅差の2着に入った。
続くシルクロードステークスで重賞に初出走する。当日は4番人気の支持を受けると、GI優勝馬のヒシアケボノ、ヤマニンパラダイス等を下し、重賞初勝利を挙げた。走破タイム1分7秒6は京都競馬場1200mのコースレコードタイ。本競走から騎手が田原成貴に替わり、以後引退まで田原が手綱を執り続けた。騎手・田原成貴、調教師・松元省一、厩務員・東郁夫という陣容はJRA顕彰馬となったトウカイテイオーの競走生活晩年と同じものである。
次走、当年より施行距離が2000mから1200mに短縮され、春の短距離王決定戦としてGI競走に昇格した高松宮杯に出走した。本競走には一貫して中長距離路線を進んできたクラシック三冠馬・ナリタブライアンが出走し、「短距離のスペシャリスト対三冠馬」という図式が注目を集めた。当日は中京競馬場の入場人員記録・7万4201人が集まった中で、フラワーパークはヒシアケボノ、ナリタブライアンに次ぐ3番人気に支持された。レースは前半600mを33秒1という早めのペースの中を3番手で先行しながら、直線で抜け出してからは後続を突き離し、2着ビコーペガサスに2馬身半の差を付けて優勝。デビューから7カ月余りでのGI制覇を果たした。走破タイムは1分7秒4のコースレコード（中京1200m）。ナリタブライアンを4着に退け、松元は「やはりスピード勝負ではこちらの方が断然上」と自信を見せた（競走詳細については第26回高松宮杯を参照）。
次走・1600m戦の安田記念で9着となった後、休養に入った。秋はCBC賞から始動し、エイシンワシントンから3/4馬身差の2着。次走に秋の短距離GI競走・スプリンターズステークスを迎えた。当日は重賞で初めての1番人気に支持され、レースは逃げたエイシンワシントンをマークする形で2番手を追走。直線では逃げ粘る同馬を追い詰め、最後はほぼ同時にゴールした。12分間の写真判定の結果、ハナ差でフラワーパークが優勝。春秋短距離GI連覇を達成した。その着差は数字に換算して1cmという僅差であり、田原は「一着同着でもよかったのに」と相手の健闘を讃える発言をした。なお、田原はこの競り合いに勝利するため、ゴール寸前で「ゴム毬を素早く握ると、次の瞬間膨張する」という理屈を利用した「奥の手」を使ったと語っている。
本競走を以てシーズンを終え、翌1月には当年の年度表彰で最優秀短距離馬と最優秀父内国産馬に選出された。最優秀5歳以上牝馬選出も有力視されていたが、エリザベス女王杯を制し107票を集めたダンスパートナーが受賞し、フラワーパークは49票で次点となった。
翌1997年も現役を続行、引退を予定していた田原成貴は、他に主戦騎手を務めていたマヤノトップガンと本馬に合わせる形で現役を続行した。しかし前年の勢いは失われ、連対（2着以内）も確保できない成績が続き、当年のスプリンターズステークス4着を最後に引退・繁殖入りとなった。

## 競走成績
以下の内容は、netkeiba.comおよびJBISサーチに基づく。
| 競走日     | 競馬場 | 競走名          | 格       | 距離（馬場）  | 頭 数 | 枠 番 | 馬 番 | オッズ （人気） | 着順 | タイム （上り3F） | 着差 | 騎手      | 斤量 [kg] | 1着馬（2着馬）         | 馬体重 [kg] |
| ---------- | ------ | --------------- | -------- | ------------- | ----- | ----- | ----- | --------------- | ---- | ----------------- | ---- | --------- | --------- | ---------------------- | ----------- |
| 1995.10.29 | 新潟   | 4歳未勝利       |          | 芝1600m（良） | 17    | 7     | 12    | 011.20（5人）   | 10着 | R1:37.1（37.3）   | -0.7 | 0村山明   | 53        | キョウワグレイト       | 490         |
| 0000.11.11 | 新潟   | 4歳未勝利       |          | 芝1600m（重） | 18    | 4     | 8     | 008.00（4人）   | 01着 | R1:38.9（37.8）   | -0.2 | 0村山明   | 53        | （サクラミヨシノ）     | 488         |
| 0000.12.03 | 中京   | 恵那特別        | 500万下  | 芝1200m（良） | 16    | 2     | 4     | 010.70（5人）   | 01着 | R1:08.8（35.1）   | -0.7 | 0村山明   | 53        | （ヤクモエンジェル）   | 484         |
| 0000.12.24 | 阪神   | 千種川特別      | 900万下  | 芝1400m（良） | 13    | 5     | 7     | 003.30（1人）   | 01着 | R1:21.9（36.6）   | -0.2 | 0村山明   | 52        | （ハギノエンデバー）   | 480         |
| 1996.01.20 | 京都   | 石清水S         | 1500万下 | 芝1600m（良） | 16    | 5     | 9     | 004.00（2人）   | 03着 | R1:35.9（35.9）   | -0.3 | 0村山明   | 54        | ムツノアイドル         | 470         |
| 0000.02.24 | 阪神   | うずしおS       | 1500万下 | 芝1400m（良） | 12    | 8     | 11    | 001.50（1人）   | 01着 | R1:21.0（34.5）   | -0.3 | 0村山明   | 54        | （ハセノライジン）     | 472         |
| 0000.03.23 | 阪神   | 陽春S           | OP       | 芝1200m（良） | 14    | 4     | 6     | 005.50（3人）   | 02着 | R1:08.5（33.8）   | -0.2 | 0村山明   | 53        | エイシンワシントン     | 466         |
| 0000.04.28 | 京都   | シルクロードS   | GIII     | 芝1200m（良） | 13    | 5     | 8     | 005.00（4人）   | 01着 | R1:07.6（33.7）   | -0.1 | 0田原成貴 | 54        | （ドージマムテキ）     | 468         |
| 0000.05.19 | 中京   | 高松宮杯        | GI       | 芝1200m（良） | 13    | 7     | 10    | 005.60（3人）   | 01着 | R1:07.4（34.1）   | -0.1 | 0田原成貴 | 55        | （ビコーペガサス）     | 468         |
| 0000.06.09 | 東京   | 安田記念        | GI       | 芝1600m（良） | 17    | 2     | 4     | 010.50（5人）   | 09着 | R1:33.8（35.7）   | -0.7 | 0田原成貴 | 56        | トロットサンダー       | 464         |
| 0000.11.23 | 中京   | CBC賞           | GII      | 芝1200m（良） | 14    | 1     | 1     | 004.20（2人）   | 02着 | R1:07.4（34.3）   | -0.1 | 0田原成貴 | 57        | エイシンワシントン     | 488         |
| 0000.12.15 | 中山   | スプリンターズS | GI       | 芝1200m（良） | 11    | 8     | 11    | 002.30（1人）   | 01着 | R1:08.8（35.2）   | -0.0 | 0田原成貴 | 55        | （エイシンワシントン） | 472         |
| 1997.03.02 | 阪神   | マイラーズC     | GII      | 芝1600m（良） | 14    | 7     | 11    | 004.20（2人）   | 04着 | R1:35.3（35.9）   | -0.3 | 0田原成貴 | 57        | オースミタイクーン     | 476         |
| 0000.04.20 | 京都   | シルクロードS   | GIII     | 芝1200m（良） | 16    | 5     | 10    | 001.40（1人）   | 04着 | R1:07.6（33.8）   | -0.7 | 0田原成貴 | 57        | エイシンバーリン       | 476         |
| 0000.05.18 | 中京   | 高松宮杯        | GI       | 芝1200m（良） | 18    | 6     | 12    | 002.20（1人）   | 08着 | R1:08.9（34.8）   | -0.9 | 0田原成貴 | 55        | シンコウキング         | 480         |
| 0000.10.25 | 京都   | スワンS         | GII      | 芝1400m（良） | 16    | 6     | 11    | 015.00（7人）   | 06着 | R1:21.3（34.8）   | -0.6 | 0田原成貴 | 57        | タイキシャトル         | 490         |
| 0000.11.22 | 中京   | CBC賞           | GII      | 芝1200m（良） | 15    | 5     | 9     | 004.60（4人）   | 04着 | R1:09.0（35.5）   | -1.1 | 0田原成貴 | 57        | スギノハヤカゼ         | 488         |
| 0000.12.14 | 中山   | スプリンターズS | GI       | 芝1200m（良） | 16    | 1     | 1     | 009.40（3人）   | 04着 | R1:08.8（35.6）   | -1.0 | 0田原成貴 | 55        | タイキシャトル         | 476         |

## 繁殖牝馬時代
引退後は馬主の吉田勝己が経営に参加する白老ファームで繁殖牝馬となった。2006年から2007年にかけてオーストラリアに一時輸出され、現地の人気種牡馬リダウツチョイスを受胎した後に帰国している。2013年の出産を最後に繁殖牝馬を引退し、平取町のスガタ牧場で余生を送っている。繁殖引退後の2015年2月、第7仔ヴァンセンヌが東京新聞杯に勝利し、産駒が重賞初勝利を挙げた。
2023年3月にウイニングチケットが死亡したことに伴い、同時点で存命最年長のJRA・GI競走優勝馬となった。また2024年1月にはエイシンサンサンの死亡に伴い、同時点で存命最年長のJRA重賞優勝馬ともなっている。
2024年4月6日、繋養先のスガタ牧場で老衰のため死亡。32歳没。同馬の死亡により、同時点で存命最年長のJRA・GI競走優勝馬およびJRA重賞優勝馬はタイキフォーチュンとなった。

### 産駒一覧
|       | 生年   | 馬名                 | 性別 | 毛色   | 父馬               | 戦績                      |
| ----- | ------ | -------------------- | ---- | ------ | ------------------ | ------------------------- |
| 初仔  | 1999年 | インフィオラーレ     | 牡   | 鹿毛   | トウカイテイオー   | 1戦0勝                    |
| 2番仔 | 2001年 | フィレンツェ         | 牡   | 黒鹿毛 | サンデーサイレンス | 35戦5勝                   |
| 3番仔 | 2002年 | フローラルパレス     | 牝   | 鹿毛   | サンデーサイレンス | 10戦1勝                   |
| 4番仔 | 2004年 | メイカ               | 牝   | 鹿毛   | ダンスインザダーク | 22戦2勝（うち地方1戦0勝） |
| 5番仔 | 2006年 | パラディーゾ         | 牡   | 鹿毛   | ダンスインザダーク | 4戦1勝                    |
| 6番仔 | 2008年 | クリアンサス         | 牝   | 鹿毛   | Redoute's Choice   | 16戦3勝                   |
| 7番仔 | 2009年 | ヴァンセンヌ         | 牡   | 鹿毛   | ディープインパクト | 16戦6勝（種牡馬）         |
| 8番仔 | 2011年 | フラワーパークの2011 | 牝   | 鹿毛   | ゼンノロブロイ     | （デビュー前に死亡）      |
| 9番仔 | 2013年 | レッドミモザ         | 牝   | 鹿毛   | キンシャサノキセキ | 1戦0勝                    |

## 血統表
| フラワーパークの血統ハビタット系 / Hyperion5×5=6.25% Lady Angela4×5=9.38%（母内） | フラワーパークの血統ハビタット系 / Hyperion5×5=6.25% Lady Angela4×5=9.38%（母内） | フラワーパークの血統ハビタット系 / Hyperion5×5=6.25% Lady Angela4×5=9.38%（母内） | （血統表の出典）                                 | （血統表の出典）    |
| 父系                                                                              | ハビタット系                                                                      | ハビタット系                                                                      | ハビタット系                                     | [ § 2 ]             |
| 父 ニホンピロウイナー 1980 黒鹿毛 日本                                            | 父の父*スティールハート Steel Heart 1972 鹿毛 アイルランド                        | Habitat                                                                           | Sir Gaylord                                      | Sir Gaylord         |
| 父 ニホンピロウイナー 1980 黒鹿毛 日本                                            | 父の父*スティールハート Steel Heart 1972 鹿毛 アイルランド                        | Habitat                                                                           | Little Hut                                       |                     |
| 父 ニホンピロウイナー 1980 黒鹿毛 日本                                            | 父の父*スティールハート Steel Heart 1972 鹿毛 アイルランド                        | A.1.                                                                              | Abernant                                         | Abernant            |
| 父 ニホンピロウイナー 1980 黒鹿毛 日本                                            | 父の父*スティールハート Steel Heart 1972 鹿毛 アイルランド                        | A.1.                                                                              | Asti Spumante                                    |                     |
| 父 ニホンピロウイナー 1980 黒鹿毛 日本                                            | 父の母ニホンピロエバート 1974 鹿毛 日本                                           | *チャイナロック China rock                                                        | Rockefella                                       | Rockefella          |
| 父 ニホンピロウイナー 1980 黒鹿毛 日本                                            | 父の母ニホンピロエバート 1974 鹿毛 日本                                           | *チャイナロック China rock                                                        | May Wong                                         |                     |
| 父 ニホンピロウイナー 1980 黒鹿毛 日本                                            | 父の母ニホンピロエバート 1974 鹿毛 日本                                           | ライトフレーム                                                                    | *ライジングフレーム                              | *ライジングフレーム |
| 父 ニホンピロウイナー 1980 黒鹿毛 日本                                            | 父の母ニホンピロエバート 1974 鹿毛 日本                                           | ライトフレーム                                                                    | グリンライト                                     |                     |
| 母 ノーザンフラワー 1977 鹿毛 日本                                                | 母の父*ノーザンテースト 1971 栗毛 カナダ                                          | Northern Dancer                                                                   | Nearctic                                         | Nearctic            |
| 母 ノーザンフラワー 1977 鹿毛 日本                                                | 母の父*ノーザンテースト 1971 栗毛 カナダ                                          | Northern Dancer                                                                   | Natalma                                          |                     |
| 母 ノーザンフラワー 1977 鹿毛 日本                                                | 母の父*ノーザンテースト 1971 栗毛 カナダ                                          | Lady Victoria                                                                     | Victoria Park                                    | Victoria Park       |
| 母 ノーザンフラワー 1977 鹿毛 日本                                                | 母の父*ノーザンテースト 1971 栗毛 カナダ                                          | Lady Victoria                                                                     | Lady Angela                                      |                     |
| 母 ノーザンフラワー 1977 鹿毛 日本                                                | 母の母*ファイアフラワー Fire Flower 1972 鹿毛 アイルランド                        | Dike                                                                              | Herbager                                         | Herbager            |
| 母 ノーザンフラワー 1977 鹿毛 日本                                                | 母の母*ファイアフラワー Fire Flower 1972 鹿毛 アイルランド                        | Dike                                                                              | Delta                                            |                     |
| 母 ノーザンフラワー 1977 鹿毛 日本                                                | 母の母*ファイアフラワー Fire Flower 1972 鹿毛 アイルランド                        | Pascha                                                                            | *セントクレスピン                                | *セントクレスピン   |
| 母 ノーザンフラワー 1977 鹿毛 日本                                                | 母の母*ファイアフラワー Fire Flower 1972 鹿毛 アイルランド                        | Pascha                                                                            | Easter Gala F-No.1-n                             |                     |
| 母系(F-No.)                                                                       | 1号族(FN:1-n)                                                                     | 1号族(FN:1-n)                                                                     | 1号族(FN:1-n)                                    | [ § 3 ]             |
| 5代内の近親交配                                                                   | Lady Angela4×5、Hyperion5×5、Dante・Sayajirao5×5                                  | Lady Angela4×5、Hyperion5×5、Dante・Sayajirao5×5                                  | Lady Angela4×5、Hyperion5×5、Dante・Sayajirao5×5 | [ § 4 ]             |
| 出典                                                                              | 1. 2. 3. 4.                                                                       | 1. 2. 3. 4.                                                                       | 1. 2. 3. 4.                                      | 1. 2. 3. 4.         |

- 父ニホンピロウイナーは競走馬時代に短距離部門の年度表彰を3年連続で受賞している。母ノーザンフラワーは不出走馬だが、その半弟（フラワーパークの叔父）に重賞2勝を挙げたダイナカーペンターがいる。なお、本馬の生産は高橋啓牧場であるが、ノーザンフラワーは社台ファームからの預託馬であった。
- 妹の仔にシルクロードステークス勝ちのエムオーウイナーがいる。